# Geolycosa ternetzi
Geolycosa ternetzi là một loài nhện trong họ Lycosidae.
Loài này thuộc chi Geolycosa. Geolycosa ternetzi được Cândido Firmino de Mello-Leitão miêu tả năm 1939.